# Wessington, South Dakota
Wessington är en ort i Beadle County i delstaten South Dakota, USA.